# Chamomeer
Het Chamomeer (Amhaars: Chamo Hayk) is een meer in het Ethiopische gedeelte van de Grote Slenk, ten zuiden van het Abayameer en Arba Minch in de regio Yedebub Biheroch Bihereseboch na Hizboch. Het noordelijke gedeelte van het meer ligt in het nationaal park Nechisar.
Het meer is omringd door lisdodde en moerassen. Het wordt gevoed door de Kulfo en verscheidene kleine stroompjes en is verbonden met het Abayameer door de Ualo. Oscar Neumann ontdekte in 1901 een droge stroom dat het Chamomeer verbond met de Sagan, wat hem leed tot de conclusie dat het Chamomeer de Sagan voedt in seizoenen van hevige regen.
In en rond het meer kan men dieren vinden als Bagrus docmak, de nijlbaars, nijlpaarden en nijlkrokodillen.
Abayameer · Abbemeer · Abijattameer · Afrerameer · Albertmeer · Assalmeer · Awasameer · Bamendjingmeer · Bangweulumeer · Baringomeer · Basakameer · Bittermeren · Cahora Bassa · Chamomeer · Delcommunemeer · Edwardmeer · Fitrimeer · Georgemeer · Guiersmeer · Hajkmeer · Kabambameer · Kabelemeer · Kabwemeer · Karibameer · Kisalemeer · Kitshomponshimeer · Kivumeer · Kokameer · Kyogameer · Lac Rose · Langanomeer · Mai-Ndombemeer · Manantalimeer · Malawimeer · Manyekemeer · Mofwelagune · Mwerumeer · Mweru-Wantipameer · Naivashameer · Nakurumeer · Nassermeer ·   Nyosmeer · Nzilomeer · Shalameer · Tanameer · Tanganyikameer · Tele-meer · Toshkameren · Tshangalelemeer · Tsjaadmeer · Tumbameer · Turkanameer · Upembameer · Victoriameer · Voltameer · Walilupemeer · Zimbambomeer · Ziwaymeer